# 국가기간전산망
국가기간망전산망 사업은 전국적 규모의 기본적이며 필수적인 전산망의 구축을 통하여 미래 정보 사회에 대비하고, 이를 기반으로 국민 생활의 편익 증진, 산업 생산성의 제고 및 작고도 효율적인 정부를 구현함으로써 궁극적으로는 국가 경쟁력을 확보하고 유지하는 것을 목적으로 대한민국 정부가 추진하는 국가 차원의 전산망을 구축하는 사업이다. 1983년 청와대 과학기술비서관 홍성원에 의해 사업계획이 마련되기 시작했고, 1986년 ‘전산망보급확장과 이용촉진에 관한 법률’이 제정되면서 본격적으로 구축되었다. 최초 기안된 5대망(행정 전산망, 금융 전산망, 교육 연구망, 국방 전산망, 공안 전산망) 중 행정전산망이 1986년 아시안게임 전산시스템 구축을 시범사업으로 하여 구축되기 시작했고, 1988년에는 교육전산망(KREN)과 연구전산망(KREONET)이 구축되었다.

## 같이 보기
- 행정전산망
- 교육전산망
- 연구전산망
- 초고속정보통신기반구축 종합추진계획

## 참고 자료
1. 국가기록원의 국가기간전산망 문서 보관됨 2015-02-17 - 웨이백 머신
2. ‘과기처, 5차계획 수정안 5개 기간전산망 구축,’ 매일경제 1983년 11월 17일자.
3. 한국 인터넷 역사 프로젝트